# Ridnaun

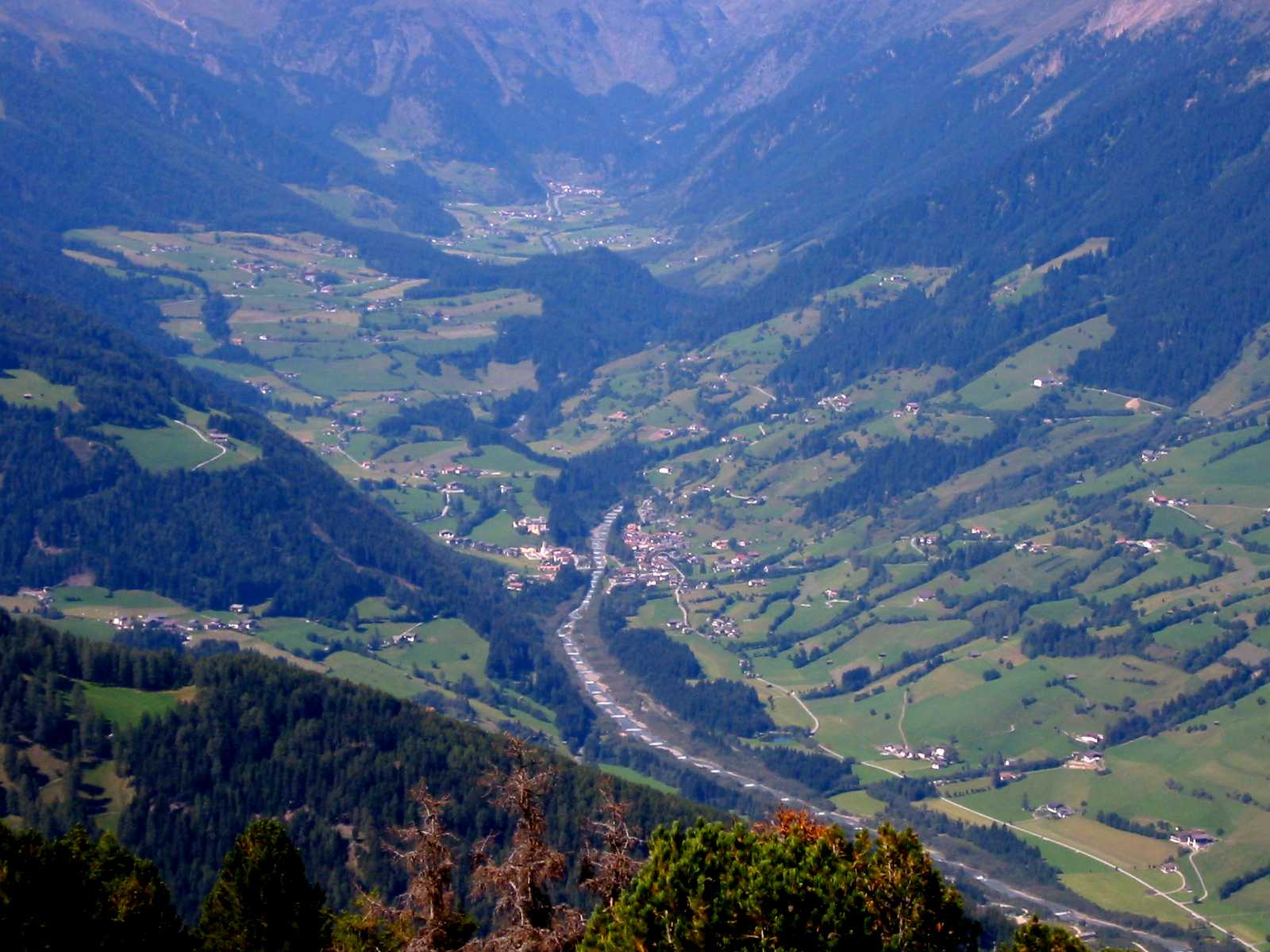
Das Ridnauntal: Mareit im Vordergrund, Ridnaun im Hintergrund

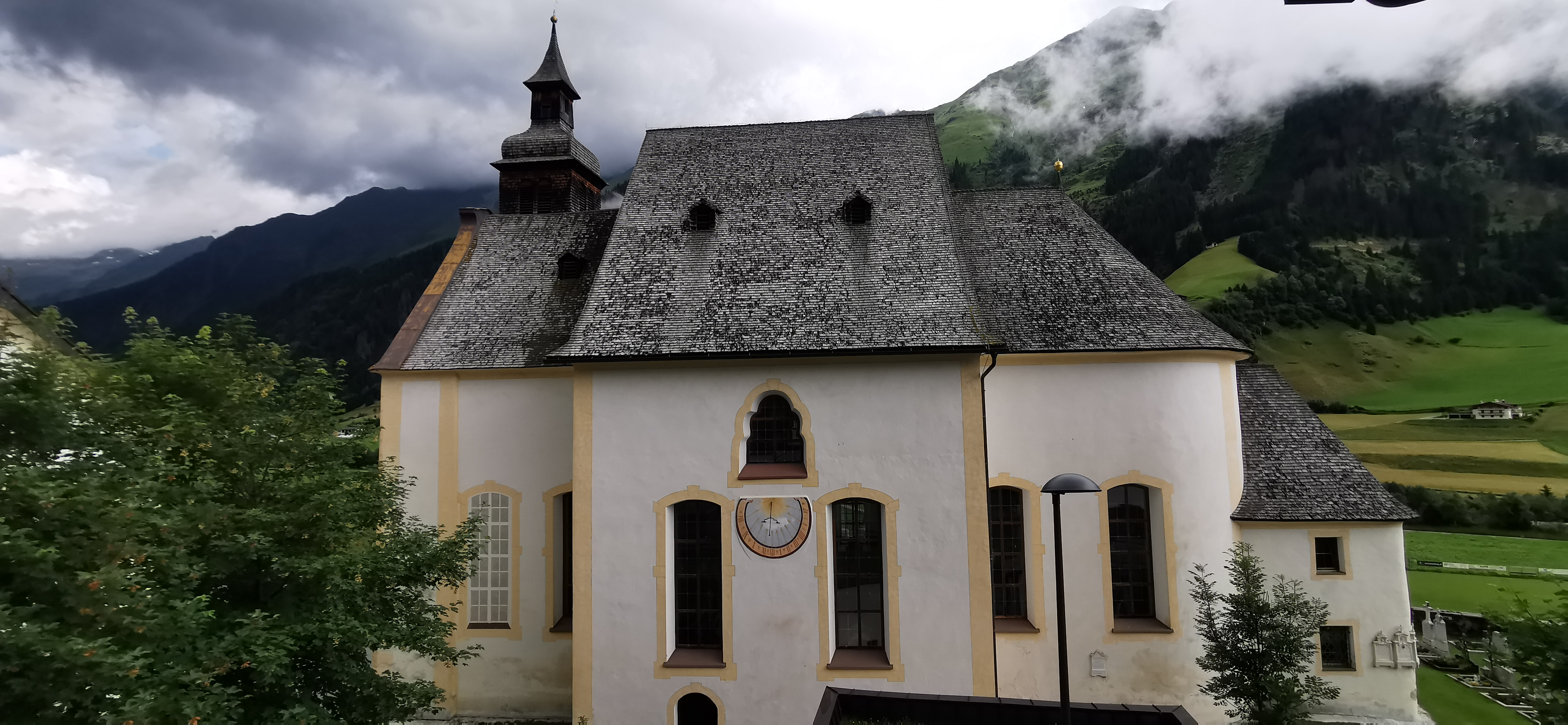
Kath. Kirche hl. Josef

Ridnaun (italienisch: Ridanna) ist eine Fraktion und Katastralgemeinde der Gemeinde Ratschings in Südtirol (Italien). Der Ort liegt im Ridnauntal auf rund 1350 m s.l.m. und hat etwa 850 Einwohner.

## Geschichte
Die Siedlung ist erstmals im Brixner Urbar von 1253 als Ridenowe schriftlich genannt. Im Tiroler landesfürstlichen Urbar des Grafen Meinhard II. von Tirol-Görz aus dem Jahr 1288 ist sie als Ridenawe swaige verschriftlicht, was auf einen Schwaighof als Urhof schließen lässt.
Die Geschichte des Ortes wurde über 800 Jahre lang vom Silber-, Blei- und Zinkabbau am Schneeberg bestimmt. Das Bergwerk war eines der am längsten fördernden und eines der höchstgelegenen Bergwerke im Alpenraum. Erst 1985 wurde es aufgrund mangelnder Rentabilität endgültig geschlossen. Das Südtiroler Bergbaumuseum erinnert an diese Geschichte.
Bis 1929 war Ridnaun eine eigenständige Gemeinde, ehe es zusammen mit Mareit, Jaufental und Telfes der Gemeinde Ratschings zugeschlagen wurde.

## Wirtschaft
Ridnaun hat einen bedeutenden Fremdenverkehr. Der Ort bietet über das ganze Jahr zahlreiche Freizeitmöglichkeiten. Im Sommer sind die Schutzhütten des hinteren Ridnauntales ein beliebtes Ziel für Wanderer und Bergsteiger. Von hier aus können die zahlreichen Gipfel rund um den Übeltalferner, den größten Gletscher Südtirols, bestiegen werden. Im Winter ist Ridnaun vor allem bei Langläufern und Biathleten bekannt. Hier befindet sich auch ein modernes Biathlonzentrum, das 2011 Austragungsort der Biathlon-Europameisterschaften war.

## Bildung
In Ridnaun gibt es eine Grundschule für die deutsche Sprachgruppe.

## Söhne und Töchter
Der bedeutende SVP-Politiker Friedl Volgger war ein Ridnauner.
Berühmteste Person aus Ridnaun ist Maria Fassnauer, die „Ridnauner Riesin“. Sie trat um 1900 mit ihrer überlieferten Körpergröße von 2,28 m europaweit als Zirkus- und Varietéattraktion auf.
Koordinaten: 46° 54′ 35″ N, 11° 18′ 21″ O